# Campo de Aviación de Villarcayo

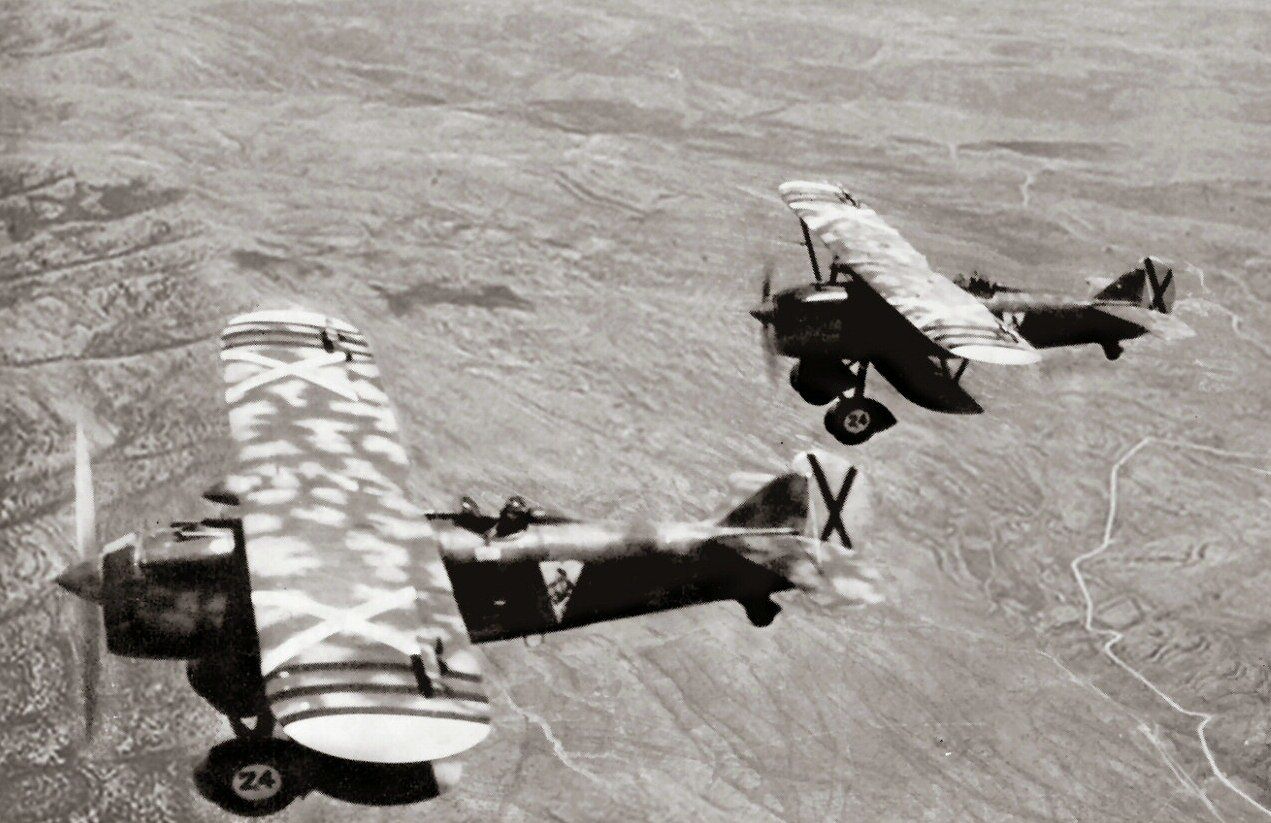
Dos cazas italianos modelo Cr.32 como los pilotados en el Campo de Aviación de Villarcayo

El Campo de Aviación de Villarcayo, Burgos, fue una base aérea avanzada construida en la primavera de 1937 por el bando franquista en las cercanías de la localidad homónima durante la Guerra civil española como punto de apoyo a la ofensiva sobre Santander, parte de la Ofensiva del Norte. El apoyo de la Italia fascista de Mussolini hacia el bando sublevado fue constante desde el inicio de la guerra civil, tanto a nivel diplomático como material ya que sin los aviones ni el apoyo naval italiano, las tropas de Franco habrían sido incapaces de cruzar el estrecho de Gibraltar en agosto de 1936, ignorando las directrices del Pacto de No Intervención junto con la Alemania Nazi.
La intervención italiana en la guerra civil a favor del bando franquista fue vista de manera positiva debido a las afinidades ideológicas existentes entre ambos, la exaltación de la violencia por parte del ideario fascista y que en caso de victoria, las pretensiones geopolíticas italianas en el Mediterráneo encontrarán en España un importante apoyo regional.

## Papel en la ofensiva sobre Santander (1937)
El apoyo italiano al general Franco fue aumentando progresivamente, donando armamento ligero, vehículos blindados, buques y aviones además de componerse un cuerpo terrestre conocido como Corpo Truppe Volontarie (CTV) y otro aéreo (Aviación Legionaria).
La aviación legionaria operaba en conjunto con la aviación del Ejército Franquista y la Legión Cóndor de la Alemania Nazi, radicando su base principal en Palma de Mallorca debido a su situación geográfica a medio camino entre Italia y la península ibérica, organizándose desde allí la distribución de las escuadrillas de caza y bombarderos por todos los aeródromos de los que disponía la España franquista. 
A las primeras acciones de envergadura de las tropas italianas en la zona de Málaga les seguiría el descalabro italiano en la fallida ofensiva de Guadalajara en marzo de 1937, el CTV se retiró del frente y se reorganizó, estando nuevamente disponible en abril.
Una gran parte de los efectivos del CTV fue enviado a la provincia de Burgos en previsión de una ofensiva destinada a romper las líneas defensivas de Cantabria, estableciéndose en las Merindades cerca de 25.000 soldados italianos antes del 14 de agosto.
Es en este ambiente que se produce la ofensiva de Brunete para desviar la atención del vulnerable norte republicano aunque con poco éxito.
La Aviación legionaria se desplegará en las bases aéreas de Vitoria, Saldaña, Logroño y Villarcayo.
En la primavera de 1937 se construyó la base aérea de Villarcayo sobre varias tierras de cultivo expropiadas a las localidades de Villarcayo, Villacanes y Cigüenza  en previsión de la ofensiva sobre Santander, operado íntegramente por unidades de la Regia Aeronautica y construido por los civiles de las localidades cercanas.
El cinco de julio, las 31ª y 32ª escuadrillas del 6º grupo de caza de la Aviación Legionaria, al mando del mayor Eugenio Leotta y los capitanes Luigi Borgogno y Ernesto Botto se trasladan desde Soria a este campo de aviación desde el que partirán en numerosísimas misiones de reconocimiento, ataque y escolta de bombarderos. El 6º grupo de caza estaría dotado por unos 38 aparatos, principalmente con los Fiat Cr 32 y los Romeo 37.
La ofensiva sobre Cantabria se inició el 14 de agosto, teniendo el CTV como primer objetivo la captura del puerto del Escudo, en torno al cual se produjeron feroces combates, para lo cual fue preciso el vuelo casi constante de la Aviación Legionaria para batir las líneas defensivas republicanas y escoltar a los pesados bombarderos Breda.
El día 17, dos aparatos italianos, un Ro 37 y un Cr32 colisionan en un accidente al intentar aterrizar en el aeródromo de Villarcayo falleciendo ambos pilotos a pesar de ser trasladados al hospital de campaña emplazado en la misma localidad.
Las condiciones atmosféricas parece que dificultaron las operaciones de la aviación aunque en el día 20 se registró un enfrentamiento entre miembros del 6º grupo de caza y varios aparatos de la mermada aviación republicana en el norte.
El día 24 se logró ocupar Torrelavega, ese mismo día las fuerzas republicanas deciden evacuar Santander y retirarse hasta Asturias y tras una breve pausa para reagrupar y organizar a las unidades, el 26 se logró ocupar Santander. En estos 11 días de ofensiva se estima que la aviación legionaria realizó en conjunto  2.771 salidas, se arrojaron 453 toneladas de explosivos y derribaron a cerca de 50 aparatos republicanos.
A pesar de la caída de Santander, los combates en la provincia de Cantabria no finalizarán  hasta el 17 de septiembre con la caída de Tresviso.
Entre el 23 de agosto y el 28 de septiembre, las fuerzas del 6º grupo de caza desplegadas fueron desplazados del frente norte y de sus aeródromos hacia el más activo frente de Aragón debido a que las graves pérdidas de la aviación republicana en el norte la habían logrado reducir a solamente dos patrullas de Polikarpov I-16 y unos cuantos Polikarpov I-15  siendo más acuciante la presencia de la Aviación Legionaria en el frente de Aragón donde se estaba produciendo una ofensiva de distracción para lograr salvar lo que quedaba del frente Norte.
Con la desaparición del frente Norte tras la caída de Gijón el 21 de octubre de 1937, muchas de las fuerzas franquistas desplegadas en este escenario serían trasladadas al frente de Aragón, por lo que el aeródromo de Villarcayo dejaría de estar operativo durante todo el conflicto y sería abandonado.
En los primeros años del siglo XXI se realizaría un proyecto urbanístico para construir cerca de 630 chalés sobre el solar del antiguo campo de aviación hasta que las obras se paralizaron con la crisis inmobiliaria española de 2008-2014, encontrándose en la actualidad con construcciones a medio terminar y en estado de abandono habiéndose completado el trazado de las calles y desatándose juicios y acusaciones entre las autoridades municipales.
El cementerio municipal de Villarcayo alojaría a 95 soldados italianos fallecidos en las operaciones militares realizadas en la ofensiva de Santander aunque una gran parte de ellos serían trasladados entre 1939 y 1941 al monumento del Puerto del Escudo.